# Pierre Carette
Pour les articles homonymes, voir Carette.
Pierre Carette, né à Charleroi en 1952, est un terroriste belge et militant marxiste-léniniste. Il est le principal dirigeant des Cellules communistes combattantes (CCC) qui, dans les années 1984 et 1985, ont perpétré 28 attentats en Belgique.

## Jeunesse
Son père est fonctionnaire à l'Office des étrangers et sa mère est psychologue scolaire. Pierre Carette est le cadet d'une famille de trois enfants, dont le frère aîné milite dans une organisation d'extrême droite et fait carrière dans les paras-commandos.
Pierre Carette suit une formation technique en gravure à l’académie des Beaux-arts, puis s’installe comme imprimeur.

## Engagement politique
Son engagement politique commence dans les années 1970, durant lesquelles il milite au sein de différentes petites organisations d'extrême gauche en Belgique, imprimant différentes publications. Son rôle est marginal, mais il parvient à entrer en contact avec les membres de la Fraction armée rouge allemande, alors emprisonnés, dont il imprime des textes ainsi que des tracts et affiches de soutien. Il entre ensuite en contact plus direct avec les membres de cette organisation, ainsi qu’avec ceux du groupe français Action directe, rencontrant à plusieurs reprises Nathalie Ménigon.
À la fin de l'année 1976, un ami de Carette, Marc de Laever, qui a créé à Liège un comité de soutien aux prisonniers de la RAF, rejoint le comité de Bruxelles.
Le 16 mars 1978, sept membres du « Comité Carette » occupent l'ambassade des Pays-Bas pour exprimer leur solidarité avec les détenus de la RAF. Le lendemain, la police lance une opération de grande envergure sur le « Comité Carette ».
Il fonde ensuite avec d’autres les Cellules communistes combattantes (CCC), persuadé que dans le contexte agité de ces années : crise économique du début des années 1980, opposition à l’implantation en Belgique de missiles de l’OTAN qui réunissent de nombreux manifestants, terreur et déstabilisation politique créées par les tueries du Brabant — attribuées par certains[Qui ?] à des groupuscules d'extrême droite — , il ne faudra plus grand-chose pour provoquer la réaction des masses [réf. nécessaire] .

### Terrorisme
La première action des CCC, réalisée avec des membres d’Action directe, est le vol dans une carrière, non gardée, d’un stock de 800 kilos d’explosifs, qui seront ensuite répartis entre diverses organisations européennes. Ils s’en servent pour faire sauter des pipelines de l’OTAN, dont les chambres de visites, isolées en pleine campagne, ne sont à cette époque protégées que par de simples cadenas.

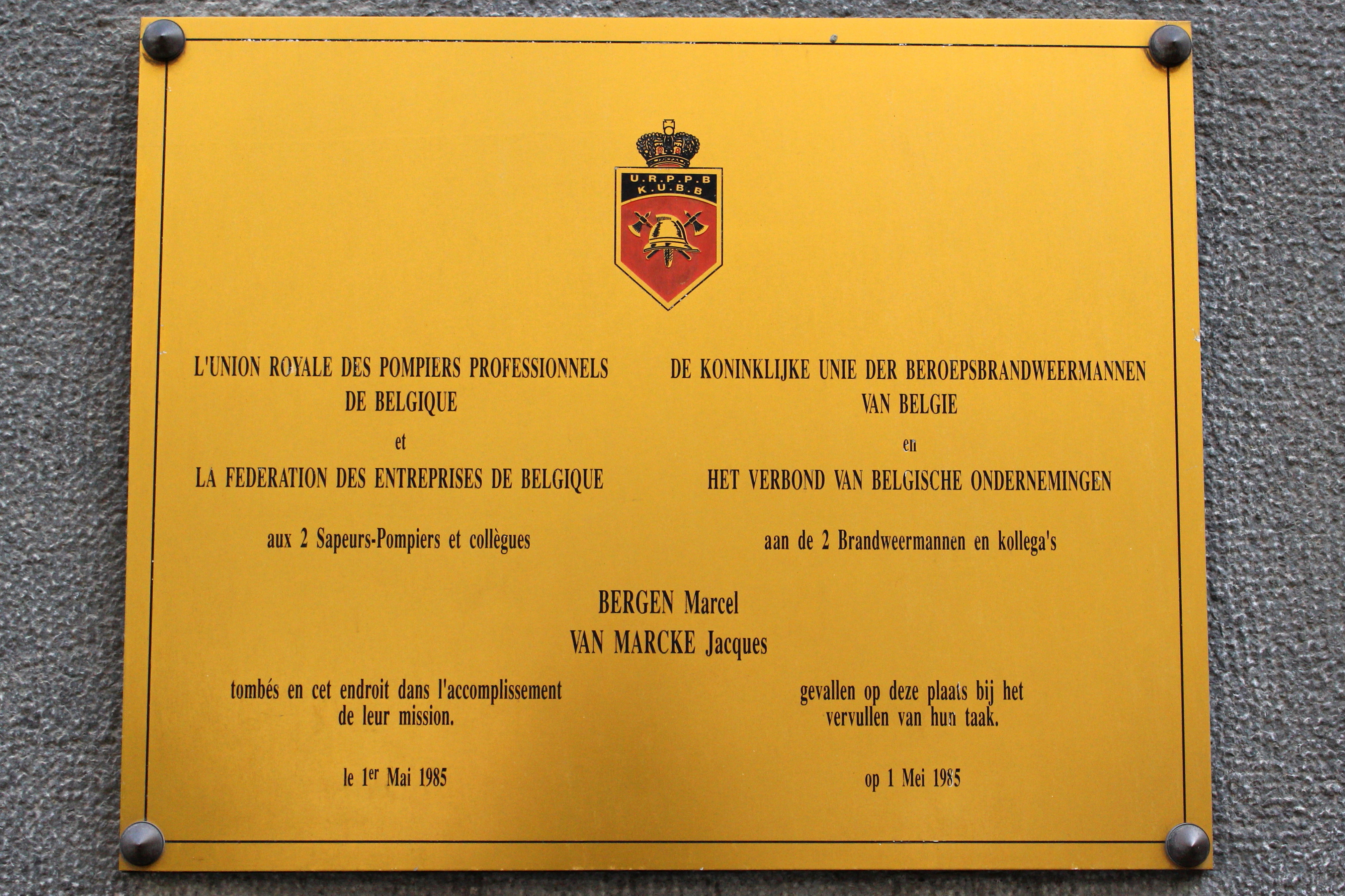
Plaque commémorative de l'attentat de la rue des Sols

Carette participe encore à de nombreuses attaques contre des institutions politiques et militaires qui, volontairement ou non, ne font que des dégâts matériels. Le 1er mai 1985, un véhicule piégé est placé rue des Sols devant le siège de la Fédération des entreprises de Belgique à Bruxelles. C'est là que sa trajectoire dérape. Carette soutiendra que des tracts d’avertissement avaient été laissés aux abords du lieu, et que la police avait été avertie de l’explosion par téléphone afin qu’elle interdise l’accès à l’endroit. L’explosion tuera deux pompiers. Carette refusera toujours la culpabilité du drame, accusant la police et l'extrême droite d’en être responsables.
Le 16 décembre 1985, Pierre Carette est facilement repéré et arrêté en compagnie de trois autres membres du groupe à Namur. Leur procès, auquel il refuse de collaborer, a lieu en 1988. Carette, Bertrand Sassoye, Didier Chevolet et Pascale Vandegeerde sont tous les quatre condamnés à perpétuité, malgré le déni pourtant avéré des deux derniers sur leur participation à l’attentat mortel de la rue des Sols[réf. nécessaire].

## Détention
Soumis à l’isolement, Carette et Sassoye effectueront plusieurs grèves de la faim, réclamant un statut de prisonniers politiques, inexistant en Belgique. Durant son incarcération, Pierre Carette écrit des textes politiques, dont un programme intitulé « La Flèche et la Cible », dans lequel il préconise, entre autres, la suppression de la monarchie et le contrôle de l’information par le parti. Il ne reniera jamais ses actions passées.
Trois des membres du groupe seront libérés en 2000. Pierre Carette restera en prison jusqu’en 2003, purgeant 17 années d’emprisonnement.

## Libération
Le 12 février 2003, la commission des libérations conditionnelles donne son accord pour la remise en liberté de Pierre Carette, qui intervient le 25 février suivant,. Des sympathisants communistes l'attendent à sa sortie de prison, rassemblés devant la Maison communale à Saint-Gilles. Il s'ensuit une manifestation de solidarité. Anne Morelli, professeur à l'Université libre de Bruxelles était également présente et déclare : « Je ne le connais pas personnellement. Je n'ai pas l'intention de mettre des bombes quelque part. Mais je considère que c'est une question de principe ».
Peu de temps après sa libération, il est confronté, lors d’une émission télévisée de la chaîne néerlandophone belge VRT, à l’ancien premier ministre des années 1980, Wilfried Martens. Il déclare au cours de l'émission être toujours un militant communiste et considérer que la lutte continue.
Pierre Carette est à nouveau interpellé le 5 juin 2008. Il lui est reproché de ne pas avoir respecté des règles de sa libération conditionnelle, à savoir l'interdiction d'entrer en contact avec ses anciens complices, notamment Bertrand Sassoye. Il est libéré le 18 juin, le tribunal d'application des peines ayant déclaré non fondée la demande du ministère public de révoquer sa liberté conditionnelle.

### Source
- Dossier RTBF : La croisade des C.C.C., un « Dossier Noir » réalisé par Emmanuel Allaer et Daniel Remi